# Lac de Lussy
Der Lac de Lussy (oder auch Lac Lussy) ist ein rund 0,25 km² grosser See im schweizerischen Kanton Freiburg. Er befindet sich mitten in einem 202 Hektar grossen Feuchtgebiet, das seit 1974 unter kantonalem Schutz steht und mit der gleichen Bezeichnung «Lac de Lussy» im Bundesinventar der Moorlandschaften von besonderer Schönheit und von nationaler Bedeutung verzeichnet ist.

## Lage
Der See liegt auf der Höhe von 820 m ü. M. in der glazial entstandenen Mulde En Lussy zwischen Molassehügeln und Moränen des eiszeitlichen Rhonegletschers. Über die voralpine Hügellandschaft zieht nahe am See die Talwasserscheide (Teil der Europäischen Hauptwasserscheide) zwischen den Flussgebieten der Rhone im Süden und des Rheins im Norden. Östlich des Tales erhebt sich der 700 Meter hohe Berg Niremont. Zwei Kilometer südlich des Sees verläuft das Tal der Veveyse, eines Zuflusses des Genfersees, zu welcher der Sumpf am Lac de Lussy früher über den Bach Ruisseau de la Gurla entwässert wurde; das frankoprovenzalische Wort gurla bedeutet «Sumpf». Heute wird der See durch den teilweise eingedolten Canal du Lussy entwässert. Zwei Kilometer nordwestlich befindet sich jenseits der Wasserscheide der Oberlauf der Broye, eines indirekten Zuflusses der Aare im Flussgebiet des Rheins.
Die Niederung mit dem See erstreckt sich über eine Länge von zwei Kilometern nördlich von Châtel-Saint-Denis. Der See hatte bis zu Beginn des 20. Jahrhunderts eine mehr als doppelt so grosse Fläche, und sein Wasserspiegel stand mehrere Meter höher. Jahrzehntelang wurde in der Ebene rund um den See in grossem Stil Torf abgebaut, und um dafür das Gebiet stärker zu drainieren, wurde der natürliche Bach Ruisseau de la Gurla tiefergelegt und zu einem Entwässerungskanal, dem heutigen Canal du Lussy, umgebaut. Dadurch sank der Wasserspiegel des Sees im Torfmoos, das nun einfacher ausgebeutet werden konnte. Der Bach durchquert vor der Ortschaft Châtel-Saint-Denis die Flur A l’Etang, wo im Sumpfgebiet früher offenbar ein weiterer See oder Weiher lag.
Am sanft ansteigenden Berghang westlich des Lac de Lussy verlaufen das Trassee der Bahnstrecke Palézieux–Bulle–Montbovon und die Strasse mit der nationalen Veloroute 9 «Seen-Route».

## Archäologie
In der Umgebung des Sees wurde 1998 eine archäologische Fundstelle untersucht, deren Überreste der Altsteinzeit zugeordnet werden. Ein dort geborgenes Steinwerkzeug ist das älteste bisher auf dem Gebiet des Kantons Freiburg gefundene Zeugnis menschlicher Tätigkeit.